# ووم ووم (ترانه)
«ووم ووم» (به انگلیسی: Vroom Vroom) ترانه‌ای از خوانندهٔ انگلیسی چارلی ایکس‌سی‌ایکس برای ئی‌پی خود تحت همین عنوان می‌باشد که در سال ۲۰۱۶ منتشر شد.